# Lingua cumucca
La lingua cumucca (nome nativo: къумукъ тил, qumuq til; in russo: кумыкский язык, kumykskij jazyk) è una lingua turca parlata nella Federazione Russa, nella repubblica del Daghestan.

## Distribuzione geografica
La lingua è parlata dai Cumucchi, un gruppo etnico stanziato nel Daghestan centrale e nord-orientale. Al censimento russo del 2010 risultava parlato da 426.000 persone.

## Classificazione
Secondo Ethnologue, la classificazione completa della lingua cumucca è la seguente:
- Lingue altaiche
  - Lingue turche
    - Lingue turche occidentali
      - Lingue ponto-caspiche
        - Lingua cumucca

## Sistema di scrittura
Per la scrittura del cumucco viene utilizzato l'alfabeto cirillico ed è così composto: А а, Б б, В в, Г г, Гъ гъ, Гь гь, Д д, Е е, Ё ё,	Ж ж, З з, И и, Й й,	К к, Къ къ,	Л л, М м, Н н, Нг нг, О о, Оь оь, П п, Р р, С с, Т т,	У у, Уь уь,	Ф ф, Х х, Ц ц, Ч ч,	Ш ш, Щ щ, Ъ ъ, Ы ы,	Ь ь, Э э, Ю ю, Я я.